# Cacopsylla dilonchi
Cacopsylla dilonchi — вид клопів родини Листоблішки (Psyllidae). Вид живиться рослинним соком на ліщині виду  Corylus rostrata родини березових (Betulaceae). Поширена листоблішка на заході США. Самиці більші за самців, завдовжки 3-4 мм..